# دیستروفی ماهیچه‌ای بکر

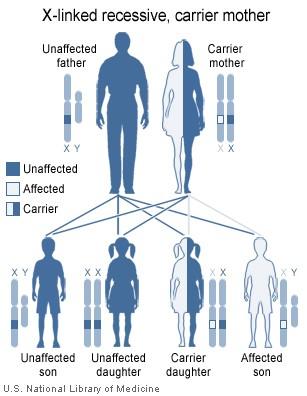
دیستروفی عضلانی ارثی

دیستروفی عضلانی بکر (به انگلیسی: BMD، Becker Moscular Dystrophy)
ديستروفى عضلانى بکر، بيمارى است همانند ديستروفى عضلانى دوشن، با تظاهرات بالينى مشابه اما روندى خفيف‌تر. اين بيمارى نادرتر از DMD است و از هر ۱۸۵۰۰ متولد پسر، يک نفر را مبتلا مى‌سازد.

## علائم بالينى
شروع علائم معمولاً ديرتر از دستروفى دوشن است اما امکان دارد بعضى از موارد در ابتداى کودکى آشکار شوند. ميانگين سن شروع علائم در بيماران معمولاً ۱۱ سالگى است. (با طيفى از ۵/۲ سالگى تا ۲۱ سالگي). بنابراين شروع زودهنگام، لزوماً نشانه بيمارى شديد نيست. روند بيمارى خيلى آرام‌تر است. مفيدترين معيار بالينى توانائى بيمار براى راه‌رفتن است. در حالى‌که تمام پسران مبتلا به دوشن توانائى حرکت آنها را تا ۱۳ سالگى از دست مى‌دهند، بيماران بکر بعد از ۱۶ سالگى هم قدرت حرکت دارند. مع‌هذا تنوع چشمگيرى در طيف ديستروفى بکر وجود دارد، بعضى بيماران ممکن است در سن حدود ۲۰ سالگى يا دهه ۲۰ زندگى آنها به ويلچر محدود شوند در حالى‌که سايرين ممکن است تا دهه ۴۰، ۵۰ يا بيشتر قادر به راه‌رفتن باشند. درگيرى قلب نيز (اگر اتفاق بيفتد) معمولاً، اما نه هميشه، يک نشانه ديرهنگام است. نسبتى از بيماران نيز، تا حدى دچار اختلال مغزى هستند.

## الگوى وراثتى و جايگاه ژنى
بيمارى بکر نيز يک بيمارى وابسته به X مغلوب است و عموماً محدود به مردان مى‌شود. مطالعات نشان داده‌اند که اين بيمارى نيز همان جايگاه ژن دوشن را دارد و هر دو بيمارى در نتيجهٔ حذف يا وقوع ساير جهش‌ها، در يک ژن ايجاد مى‌شوند (ژن xp21)

## تشخيص بيمارى
تشخيص بيمارى پيش از ظهور علائم بالينى با تعيين سطح آنزيم کراتين کيناز سرمى (SCK) در بيماران امکان‌پذير است. سطح SCK به‌ويژه در مراحل اوليهٔ بيمارى به‌طور قابل توجهى افزايش مى‌يابد البته به‌تدريج در طى پيشرفت بيمارى از مقدار آن کاسته مى‌شود. ساير روش‌هاى تشخيصى در BMD مشابه DMD است. روش‌هاى شناسائى حاملين و تشخيص قبل از تولد نيز همانند بيمارى دوشن است.